# Waterville, Maine
Waterville är en stad i Kennebec County, Maine, USA, med 15 722 invånare (2010). Staden är säte för två högskolor: Colby College och Thomas College. Waterville är regionens kommersiella, medicinska och kulturella centrum.

## Kända personer från Waterville
- George J. Mitchell, politiker och jurist
- Wyman B.S. Moor, politiker
- Charles P. Nelson, politiker